# Barwałd Średni (przystanek kolejowy)
Barwałd Średni – przystanek kolejowy i mijanka w Barwałdzie Średnim, w województwie małopolskim, w powiecie wadowickim.
Przystanek został uruchomiony w 1993 roku. W roku 2021, w ramach projektu „Rewitalizacja linii kolejowej nr 117 odcinek Kalwaria Zebrzydowska Lanckorona – Wadowice – granica województwa” (Etap I) przeniesiono go i wybudowano mijankę z dodatkowym torem długości blisko 1 km.
Na przystanku zatrzymują się pociągi osobowe jadące w kierunku Krakowa i Bielska-Białej.

## Ruch pasażerski
| Rok  | Wymiana pasażerska na dobę |
| ---- | -------------------------- |
| 2017 | 0-9                        |
| 2022 | 0-9                        |

W bezpośrednim sąsiedztwie przystanku znajduje się monument, upamiętniający ofiary katastrofy kolejowej z 1944 roku.